# 阿爾文·布朗
阿爾文·雷·布朗（英語：Alvin Ray Brown，1970年9月2日—）為美國棒球運動員，曾於1998年效力於中華職棒興農牛，中文登錄名為「力拔山」。在中華職棒的初登板，投出無安打比賽，技驚四座，後因表現平平，球隊未予續約。

## 經歷
- 美國加利福尼亞州‧洛杉磯傳播學院
- 美國職棒洛杉磯道奇（小聯盟１Ａ～３Ａ）（1996年～1997年）
- 中華職棒興農牛（1998年）
- 美國職棒匹茲堡海盜（小聯盟２Ａ）（1999年）
- 美國職棒加州天使（小聯盟２Ａ）（2000年）

## 中華職棒成績
| 年度   | 球隊   | 出賽 | 勝投 | 敗投 | 中繼 | 救援 | 完投 | 完封 | 四死 | 三振 | 投球局數 | 防禦率 |
| ------ | ------ | ---- | ---- | ---- | ---- | ---- | ---- | ---- | ---- | ---- | -------- | ------ |
| 1998年 | 興農牛 | 27   | 6    | 8    | 0    | 0    | 3    | 1    | 78   | 117  | 127.1    | 3.75   |
| 合計   | 1年    | 27   | 6    | 8    | 0    | 0    | 3    | 1    | 78   | 117  | 127.1    | 3.75   |

## 特殊記錄
- 1998年3月1日於台中棒球場，在中華職棒初登板，對上兄弟象投出中華職棒史上第四場無安打比賽。

## 外部連結
- 阿爾文·布朗在台灣棒球維基館上的頁面（繁體中文）
- 阿爾文·布朗在美國職棒（英语）
- 阿爾文·布朗在中華職棒
- 阿爾文·布朗在Baseball-Reference.com（小聯盟以及海外聯盟）（英语）
- 阿爾文·布朗在The Baseball Cube（英语）

| 前任： 楓康 | 中華職棒無安打比賽締造者 1998年3月1日 | 繼任： 曹竣揚 |